# Cégep de Baie-Comeau
Le Cégep de Baie-Comeau est un collège d'enseignement général et professionnel situé à Baie-Comeau, sur la Côte-Nord, au Québec. L'établissement emploie environ 240 personnes, dont environ 120 enseignants. Depuis 50 ans, le Cégep de Baie-Comeau a formé environ 9 500 étudiants[réf. souhaitée].
Il possède un centre collégial de transfert de technologie reconnu par le Ministère de l'Éducation, Enseignement supérieur et Recherche en 2004, le Centre d'expérimentation et de développement en forêt boréale (CEDFOB). Ce dernier a pour mission de réaliser des travaux de recherche et de développement sur la forêt boréale et la mise en valeur de ses ressources, dans une optique de développement durable. Favoriser l’appropriation des résultats en entreprise par l’information, la formation et le transfert technologique. 

## Historique
Le cégep de Baie-Comeau était autrefois le Séminaire de Hauterive. En 1971, à la suite de la mise sur pied du réseau des collèges d'enseignement général et professionnel (cégeps), il devient le Campus Manicouagan du Cégep régional de la Côte-Nord. En mars 1980, afin de mieux servir la région, deux cégeps autonomes succèdent au Cégep régional, soit le Cégep de Hauterive et le Cégep de Sept-Îles. En 1986, à la suite de la fusion des villes de Hauterive et de Baie-Comeau, le Cégep de Hauterive change de nom et devient officiellement le Cégep de Baie-Comeau.

## Programmes d'études
Le Cégep de Baie-Comeau offre plusieurs programmes de formations, la plupart correspondant directement aux besoins du milieu socio-économique de la Côte-Nord. Un de ses programmes, Techniques d'aménagement cynégétique (relatif à la chasse) et halieutique (relatif à la pêche) (TACH), qui est orienté vers le développement durable, est un programme de formation unique au monde mise sur pied par Jean-Louis Frenette en 1972 et depuis, on vient de partout sur la planète pour suivre ce cours ici à Baie-Comeau sur la Côte-Nord du Québec. 
D'autres programmes techniques possèdent des caractéristiques uniques au Québec, notamment celui de Technologie du génie civil et son cours spécialisé en inspection de barrage et en structure d'aluminium. 

### Liste des formations
Tremplins DEC
- Cheminement Tremplin DEC (081.06)
- Cheminement Tremplin DEC – Premières Nations (081.05)

Formations préuniversitaires
- Sciences de la nature (200.B0)
- Sciences humaines ; cheminement notre monde, nos réalités (300.SM),     cheminement notre monde, nos réalités (avec mathématiques) (300.AM).
- Arts, lettres et communication (500.AE)

Techniques biologiques :
- Techniques d'aménagement cynégétique et halieutique (TACH) / Alternance travail-études     (145.B0)
- Techniques de pharmacie (165.A0)
- Soins infirmiers (180.A0)
- Soins infirmiers pour infirmières et infirmiers auxiliaires     (180.B0)
- Soins préhospitaliers d’urgence (181.A0)
- Technologie forestière (190.B0)

Techniques physiques :
- Technologie du génie civil (221.B0)
- Technologie du génie électrique : automatisation et contrôle (243.D0)

Techniques humaines :
- Techniques policières (310.A0)
- Techniques d'éducation à l'enfance (322.A0)
- Techniques d'éducation spécialisée     (351.A1)

Techniques administratives :
- Techniques de comptabilité et de gestion (410.B0)

### Ententes DEC-BAC et passerelles
Le Cégep de Baie-Comeau possède des ententes DEC-BAC avec certaines universités québécoises pour les formations en Soins infirmiers (BAC en Sciences infirmières - UQAR), en Techniques d'éducation spécialisée (BAC en Psychoéducation - UQTR) et en Techniques de comptabilité et de gestion (BAC en Administration des affaires - Université Laval).
Des ententes de passerelles existent aussi avec plusieurs universités, dont l'Université de Moncton et l'Université Laval pour la formation en Technologie forestière, l’Université du Québec à Rimouski et l’Université du Québec à Chicoutimi pour la formation technique en Éducation à l’enfance, et beaucoup plus encore. Les passerelles permettent la reconnaissance de certains cours et de réduire la durée des études universitaires. 

## Formation continue
Le Cégep de Baie-Comeau abrite aussi un Service de formation continue qui offre des attestations d'études collégiales (AEC). Au fil des années, la formation continue du Cégep de Baie-Comeau a acquis un savoir-faire dans différents domaines tels que l'information et bureautique, l'administration et gestion, les langues, la gestion de commerce, de tourisme et écotourisme, le génie civil, l'électrotechnique, les télécommunications, la foresterie, les mines, l'éducation et la santé et services sociaux. 

## Sports collégiaux
Le Cégep de Baie-Comeau est représenté sur la scène sportive collégiale québécoise par les Trappeurs du Cégep de Baie-Comeau. Les Trappeurs sont membres du Réseau du sport étudiant du Québec (RSEQ) et se distinguent dans plusieurs disciplines : basketball masculin D3, basketball féminin D3, crosscountry (mixte), natation (mixte), rugby masculin D3, soccer intérieur masculin et féminin D3, volleyball féminin D2.
Le Cégep de Baie-Comeau est un fier partenaire de l’équipe de la Ligue de hockey junior majeur du Québec (LHJMQ), le Drakkar de Baie-Comeau. Chaque année, la majorité des joueurs du Drakkar étudie en nos murs.
Grâce à l’encadrement hors pair de l’ensemble des membres de notre personnel, l’organisation du Drakkar constitue un modèle de réussite scolaire dans la Ligue canadienne de hockey (LCH).

## Vie étudiante
Le Cégep de Baie-Comeau, c’est plus qu’un établissement d’enseignement! Ici, on favorise ton développement et ton épanouissement grâce à de multiples activités. Que tes intérêts soient dirigés vers les arts, la culture, les sports, les activités sociales, la politique, l’environnement, l’entrepreneuriat ou l’engagement étudiant, tu pourras développer ton plein potentiel! 
Les nombreux concours d’écriture et de photographie, la troupe de théâtre L’Obscène, les arts de la scène, le café étudiant, les visites d’artistes, les expositions de tous genres, les conférences, les semaines thématiques, les party étudiants et plusieurs autres activités font partie intégrante de la vie étudiante du cégep… tout comme notre fameux festival étudiant, le Festi-Fun. Un classique de la vie étudiante!

## Organismes associés
- Formation continue du Cégep de Baie-Comeau
- Centre d'expérimentation et de développement en forêt boréale (CEDFOB)
- Fondation du Cégep de Baie-Comeau

## Territoires associés
- Centre d'études et de recherches Manicouagan (CERM) : Un territoire de 21km2 destiné à l'usage exclusif des étudiants dans le programme unique de Techniques d'aménagement cynégétique et halieutique (TACH).
- Forêt d'enseignement et de recherche (FER) Comeau : Le plus grand territoire québécois rattaché à un centre collégial destiné à la recherche et l'enseignement en foresterie.